# لورنس ديبريه
لورنس ديبريه (بالفرنسية: Laurence Debray)‏ هي كاتِبة فرنسية، ولدت في 1976 في باريس في فرنسا.